# Jacques Pauwels
Jacques R. Pauwels (1946) is een Belgisch-Canadees historicus, politicoloog en publicist.

## Biografie
Pauwels werd geboren in België, waar hij geschiedenis studeerde tussen 1965 en 1969 aan de universiteit van Gent. Na het behalen van zijn diploma emigreerde hij naar Canada. In 1976 promoveerde hij aan de York University op het onderwerp van vrouwelijke universiteitsstudenten in nazi-Duitsland. Hij vervolledigde zijn opleiding met een bijkomende master en doctoraatstitel in de politieke wetenschappen, behaald aan de University of Toronto.
Pauwels is de auteur van tientallen boeken en artikelen in zowel het Engels als het Nederlands. Veel van zijn werk werd bovendien vertaald in andere talen, vooral het Frans, Duits, Italiaans en Spaans.